# Sklářský potok (přítok Mže)
Sklářský potok je vodní tok v Českém lese v okrese Tachov. Je dlouhý jedenáct kilometrů, plocha jeho povodí měří 27 km² a průměrný průtok v ústí je 0,29 m³/s. Správcem toku je státní podnik Lesy České republiky. Vlévá se do Mže ve vodní nádrži Lučina.

## Průběh toku
Potok pramení v Českém lese na severovýchodním úpatí Tetřevího vrchu v nadmořské výšce 745 metrů v katastrálním území Pavlův Studenec 1. Teče převážně směrem k severovýchodu. V blízkosti pramene protéká podél hranice přírodní rezervace Pavlova Huť a krátce severovýchodní částí přírodní rezervace až k česko-německé státní hranici. Na úseku mezi hraničními znaky 5/8–6 tvoří státní hranici v délce 0,62 km.
Poté mine zaniklou vesnici Pavlova Huť a pokračuje volnou krajinou mimo sídla až k vodní nádrži Lučina. Jediným větším přítokem je Studenecký potok, který se Sklářského potoka vlévá zleva severovýchodně od Oborské hájenky. Těsně před ústím protéká Mlýnským rybníkem a vzápětí se v nadmořské výšce 534 metrů vlévá zprava do Mže, res. vodní nádrže Lučina.